# 색다른 TV
색다른 TV는 2005년 7월 4일부터 2005년 10월 28일까지 방송되었던 시사교양 프로그램이다.

## 기획 의도
시청자와 함께 만들고 시청자와 함께 즐기는 시사교양 프로그램이다.

## 타이틀 변천사
| 기수 | 타이틀                       | 방송 기간                         |
| ---- | ---------------------------- | --------------------------------- |
| 1기  | 여기는 TV 정보센터 (KBS 2TV) | 2002년 4월 1일 ~ 2005년 4월 29일  |
| 2기  | 색다른 오후 (KBS 2TV)        | 2005년 5월 2일 ~ 2005년 7월 1일   |
| 3기  | 색다른 TV (KBS 1TV)          | 2005년 7월 4일 ~ 2005년 10월 28일 |

## 진행자
- 변우영, 윤인구, 이영호

## 같이 보기
- 생방송 세상의 아침
- 무한지대 큐
- 체험 삶의 현장